# Ringsted (stacja kolejowa)
Ringsted - stacja kolejowa w Ringsted, w regionie Zelandia, w Danii. Stacja została otwarta w 1856 jako część linii Roskilde - Korsør. 
W 1917 została otwarta linia Køge-Ringsted (do 1963), a 1 czerwca 1924 otwarto Sjællandske midtbane do Næstved. Obecna stacja, która nie jest pierwotna istnieje od 1924. Stacja jest obsługiwana przez Danske Statsbaner.

## Połączenia
- Amsterdam
- Århus
- Bazylea
- Esbjerg
- Fredericia
- Innsbruck
- Kopenhaga Centralna
- Kopenhaga Kastrup
- Kopenhaga Østerport
- Lindholm
- Monachium
- Næstved
- Nykøbing Falster
- Rødby
- Slagelse
- Sønderborg
- Vordingborg